# Kudukundi, Arsikere
Kudukundi là một làng thuộc tehsil Arsikere, huyện Hassan, bang Karnataka, Ấn Độ.